# Night of the Running Man
Night of the Running Man (br: Sádica Perseguição) é um filme estadunidense de 1994, do gênero suspense, dirigido por Mark L. Lester. O roteiro é baseado em livro de Lee Wells.

## Sinopse
Passageiro deixa dois "presentes" para motorista de táxi, após ser assassinado no banco traseiro de seu carro: uma mala cheia de dólares e um frio assassino ao seu encalço.